# احساس چانا
احساس چانا (به انگلیسی: Ahsaas Channa) (زاده ۵ اوت ۱۹۹۹) بازیگر هندی است.
از کارهای معروف او می‌توان به بازی در فیلم فوت کردن اشاره کرد.

## فیلم‌شناسی
فهرست برخی از فیلم‌هایی که احساس چانا در آن‌ها به ایفای نقش پرداخته‌است:
- ناسازگار (مجموعه تلویزیونی)
- علم معماری-۲۰۰۴
- هرگز نگو خداحافظ-۲۰۰۶
- آریان-۲۰۰۶
- فوت کردن-۲۰۰۸
- فوت کردن ۲-۲۰۱۰